# Оккультизм

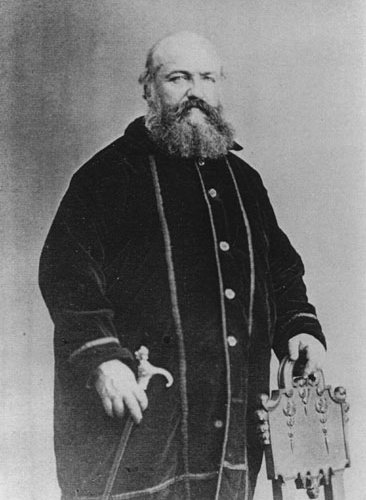
Элифас Леви — популяризатор термина «оккультизм», один из первых авторов, использовавших его в своих книгах.

Оккульти́зм (фр. Occultisme от лат. occultus — скрытый, тайный) — общее название оккультных наук и искусств (оккультная философия, алхимия, астрология, магия, теургия, психургия, онейрокритика, некромантия и другие), касающихся скрытых и неизвестных сил и явлений в человеке, космосе и природе. Впервые термин «philosophia occulta» («тайная философия») был употреблён в XVI веке Агриппой Неттесгеймским, термин «оккультные науки» (фр. sciences occultes) восходит к названию книги Эзеба де Сальверта, а термин «оккультизм» был введён в широкое употребление Элифасом Леви в 1856 году. К 1884 го́ду Жозеф Пеладан под «оккультизмом» подразумевал все «оккультные науки».
Оккультизм — это «скрытое знание», в отличие от «открытого знания», обычно называемого «наукой»; также это учение о «скрытых способностях человека» и «незримых силах природы». Иногда называется герметизмом, по имени одного из мифических персонажей, Гермеса Трисмегиста, обозначает традиции ритуальных магических практик, тайных (англ. arcane) знаний. Современная наука классифицирует большинство оккультных учений как «паранормальные верования».

## Этимология и история

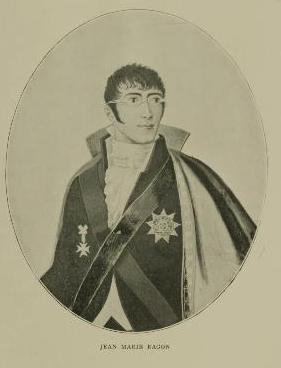
Жан-Мари Рагон, один из первых авторов, использовавших термин «оккультизм» в своих работах.

Этимологически слово «оккультизм» происходит от лат. occultus («скрытый», «тайный», «сокровенный»), оно относится к «знанию того, что сокрыто». Нигидий Фигул, по словам Цицерона, видел «то, что скрыла природа (лат. quae natura occultavit)». Хотя словосочетания «тайная философия» (лат. «philosophia occulta») и «оккультные науки» (фр. sciences occultes) были известны и употреблялись с XVI века, самое раннее использование термина встречается на французском языке, как фр. «l'occultisme», в статье А. де Лестранжа опубликованной в 1842 году в «Словаре новых слов» Жана-Батиста Ричарда де Рандонвильера («Dictionnaire des mots nouveaux»). Ханеграфф утверждает, что уже на данном этапе термин был связан с христианским эзотеризмом. Французский маг Элифас Леви затем использовал этот термин в своей книге о ритуальной магии фр. «Dogme et rituel de la haute magie», впервые опубликованной в 1856 году, и оказавшей значительное влияние на всю последующую литературу, связанную с тайными науками и магией. В 1853 году писатель-масон Жан-Мари Рагон также использовал термин «оккультизм» в своей популярной работе «Оккультное масонство» (фр. Maçonnerie occulte), связывая его с более ранними практиками, которые со времён эпохи Ренессанса называли «оккультными науками» или «оккультной философией», но также и с недавним социалистическим учением Шарля Фурье. Элифас Леви был знаком с этой работой и, возможно, заимствовал термин оттуда. Леви также утверждал, что является хранителем древней традиции оккультных наук и приверженцем оккультной философии. Именно благодаря использованию Элифасом Леви термина «оккультизм», он получает широкое распространение и начинает применяться повсеместно, поскольку, согласно А. Февру, Леви был «основным представителем эзотеризма в Европе и Соединённых Штатах» того времени.
Различные авторы XX века использовали термин «оккультизм» по-разному. Например, немецкий философ Теодор В. Адорно в своих «Тезисах против оккультизма», использовал этот термин в качестве общего синонима иррациональности. Другой автор, Робер Амаду, в своей книге от 1950 года фр. «L'occultisme», использовал этот термин в качестве синонима эзотеризма, однако более поздним исследователем эзотеризма Марко Паси, такой подход был сочтён «излишним». В отличие от Амаду, другие авторы рассматривали «оккультизм» и «эзотеризм» как разные, хотя и связанные, явления. В 1970-х годах социолог Эдвард Тирякян провел различие между оккультизмом, которое он использовал в отношении практик, методов и процедур, и эзотеризмом, который он определял как системы религиозных или философских убеждений, на которых основаны такие практики. Это разделение было первоначально принято учёным Антуаном Февром, однако позднее он отказался от него; оно было отвергнуто большинством учёных, изучающих эзотеризм.
Другое разделение использовалось традиционалистским автором Рене Геноном, который использовал термин «эзотеризм» для описания того, что он считал традиционалистским, внутренним учением, лежащим в основе большинства религий, тогда как термин «оккультизм» им использовался уничижительно, для описания новых религий и движений, которые он не одобрял, например спиритуализм, теософия и различные тайные общества. Некоторые более поздние авторы, такие как Серж Хутин и Люк Бенуа переняли у Генона такое использование данных терминов. Однако, как отметил Ханеграфф, такое использование данных терминов Геноном базируется на его традиционалистских верованиях и «не может быть признано академически обоснованным».
Термин англ. «occultism» происходит от более старого термина англ. «occult», так же, как термин англ. «esotericism» происходит от более старого термина англ. «esoteric». Однако, историк эзотерики Ваутер Ханеграфф заявил, что важно различать значения термина англ. «occultism» и англ. «occult». Оккультизм не является однородным движением и весьма разнообразен.
На протяжении своей истории термин «оккультизм» использовался по-разному. В современности использование термина «оккультизм» обычно применяется к формам эзотерики, которые развивались в XIX веке и к их ответвлениям в XX веке. Также, образно он может использоваться для описания форм эзотерики, которые развивались во Франции XIX века, особенно в неомартинистской среде. Оккультное течение, начавшись с Элифаса Леви, было поддержано другими французскими эзотериками, вовлеченными в развитие оккультизма, такими как Папюс, Станислас де Гуайта, Жозеф Пеладан, Освальд Вирт, и, уже в XX веке — Жан Брико и Робер Амбелен. По мнению Еремея Парнова, всплески интереса к оккультизму совпадают с активизацией крайне правых политических сил. В России в 2021 году был отмечен резкий рост продаж оккультной литературы.

## Оккультные науки
Основными составляющими оккультизма, представляющими основу оккультной традиции запада, можно назвать гностицизм, герметические трактаты по алхимии и магии, неоплатонизм и каббалу, все они появились в восточной части Средиземноморья в первые века нашей эры. Идея «оккультных наук» начала развиваться в XVI веке. Термин обычно охватывает три дисциплины — астрологию, алхимию и естественную магию — хотя иногда различные формы дивинации, а также оккультная философия, оккультная психология, оккультная медицина, теургия и психургия также включаются отдельно от естественной магии. По мнению историка-религиоведа Ваутера Ханеграффа все они были сгруппированы вместе потому, что «каждая из них занимается систематическим исследованием природы и природных процессов в контексте теоретических основ, которые в значительной степени опираются на веру в оккультные качества, достоинства или силы». Невзирая на то, что различные оккультные науки имеют много смежных областей, в которых их действия и методы совпадают, иногда они отвергают друг друга как «не легитимные».
В эпоху Просвещения термин «оккультизм» всё чаще воспринимается как несовместимый с понятием «наука». С этого периода использование терминов «оккультная наука»/«оккультные науки» подразумевает сознательную полемику против основной науки.
В своей книге «Первобытная культура» 1871 года антрополог Эдвард Тайлор использовал термин «оккультная наука» как синоним «магии».

### XIX—XXI века

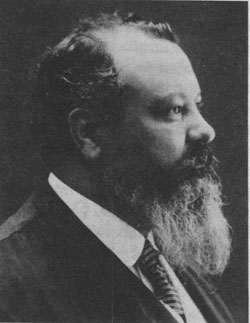
Жерар Анкосс (Папюс; 1865—1916), один из ключевых деятелей оккультизма начала XX века

## Принципы
Дальнейшее развитие оккультизм как философское учение получил уже в эпоху Возрождения (XIII—XVI века), в сочинениях Агриппы Неттесгеймского (1486—1535). Его заслуга состояла в объединении всех тайных наук в одно философское миросозерцание, а также придании магии характера естественной науки, с попыткой дать естественное объяснение многим чудесным явлениям. Им также была выдвинута идея души вселенной (так называемой квинтэссенции, то есть пятой сущности, в дополнение к четырём известным элементам или стихиям), а также закон симпатии и антипатии, существующей между различными предметами.
Роберт Фладд (1574—1637) пытался в своей фантастической космогонии примирить идеи неоплатоников и каббалистов с учением Христа. В теологии Фладда интересно учение о «voluntas» и «noluntas» Бога; первая — источник света и благости, активное начало, рассеивающее в мир добро, вторая — потенциальное начало, таинственное самоуединение Божества, являющееся источником мрака, облегчающее доступ в мир тёмным силам. В этом состоянии Бог пребывал до сотворения мира.
Согласно Папюсу (1865—1916), оккультизм представляет собой философскую систему, стремящуюся синтезировать знания, добытые науками, с целью установить законы, управляющие всеми явлениями.

## Оккультизм в России
Эпидемия оккультизма пришлась в Санкт-Петербурге на начало XX века.

## Критика
Оккультные феномены противоречат современной научной картине мира. Критика оккультизма со стороны Николая Бердяева связана с попытками оккультных учений претендовать на роль религии.

## В культуре
- К оккультным темам обращался в своём творчестве русский композитор и пианист Александр Скрябин[38].
- Также к оккультизму обращался русский художник Николай Рерих[39][40]